# تيبرانافير
تيبرانافير (بالإنجليزية: Tipranavir)‏ واختصارًا (بالإنجليزية: TPV)‏ الذي يباع تحت اسم العلامة التجارية أبتيفوس، هو دواء مضاد للفيروسات من مجموعة مثبطات الأنزيم البروتيني يعطى عن طريق الفم. تم تطوير تيبرانافير بواسطة شركة بوهرينجر إنجلهيم ويتم تسويقه تحت الاسم التجاري (أبتيفوس). يُعطى مع ريتونافير كجزء من العلاج المركب لعدوى فيروس العوز المناعي البشري.

## الاستخدامات الطبية
وينبغي ألا يؤخذ تيبرانافير إلا بالاشتراك مع الريتونافير وغيره من الأدوية المضادة للفيروسات المعكوسة، ولا تتم الموافقة عليه للمرضى الذين يعانون من تأثير العلاج. مثل لوبينافير وأتازانافير، فهو قوي جدا وفعال في علاج الأشخاص الذين يعانون من مقاومة للأدوية. تيبيرانافير لديه القدرة على منع تكاثر الفيروسات المقاومة لمثبطات الأنزيم البروتيني ويوصى به للمرضى الذين يعانون من مقاومة العلاجات الأخرى.

## الآثار الجانبية
تتضمن الآثار الجانبية الشائعة الإسهال والغثيان والحمى والتعب والصداع، وقد تشمل الآثار الجانبية الأخرى النزيف داخل الجمجمة والتهاب الكبد وفشل الكبد وارتفاع نسبة السكر في الدم ومستويات الدهون غير الطبيعية، وهو مثبط بروتياز الذي يمنع بروتياز فيروس نقص المناعة البشرية.

## عدد الجرع التي تُؤخذ
يؤخذ بجرعة 500 ملغ مرتين في اليوم الواحد.

## الموافقة على الدواء
تمت الموافقة على تيبرانافير من قبل إدارة الغذاء والدواء (FDA) في 22 يونيو 2005 وتمت الموافقة على استخدامه للأطفال في 24 يونيو 2008.

## تحذير
يوجد تحذير على علبة دواء (أبتيفوس) على شكل صندوق أسود بخصوص التسمم الكبدي و النزيف الدماغي.

## عملهِ
تيبيرانافير فعال وقوي للغاية في علاج المرضى الذين لديهم مقاومة للأدوية، ومع ذلك فإن الآثار الجانبية للتيبرانافير قد تكون أكثر حدة من الآثار الجانبية للأدوية الأخرى من مضادات الريتروفيروس، وتشمل بعض الآثار الجانبية النزيف داخل الجمجمة والتهاب الكبد والفشل الكبدي وارتفاع السكر في الدم والسكري، وثبت أنه يسبب زيادة في الكوليسترول الكلي والدهون الثلاثية.